# The Hunting Party (film 2007)
The Hunting Party (noto in Italia anche con il sottotitolo I cacciatori) è un film del 2007 diretto da Richard Shepard.
Ispirato ad un articolo scritto nel 2000 da Scott Anderson, racconta di tre giornalisti (Richard Gere, Terrence Howard e Jesse Eisenberg) sulle tracce di un criminale di guerra serbo chiamato la volpe. Il personaggio de la volpe è ricalcato sul criminale di guerra, latitante per molti anni, e arrestato nel 2008, Radovan Karadžić.

## Trama
Duck, capo cameraman di un noto programma d'attualità statunitense, si reca in Bosnia per il quinto anniversario dalla fine del conflitto. Arrivato a Sarajevo, incontra il suo vecchio amico Simon Hunt, un reporter "d'assalto" che in seguito ad un episodio accaduto anni prima era diventato una specie di "barzelletta" nell'ambiente giornalistico, ed ora si riduce a vendere servizi a nazioni minori.
Anni prima, infatti, i due erano stati inseparabili colleghi nelle zone di guerra più calde del mondo, e durante un servizio in diretta proprio in un villaggio vicino a Sarajevo, teatro di una tremenda carneficina di musulmani, Hunt aveva dato in escandescenze condannando il regime serbo-bosniaco, finendo poi con l'essere licenziato. In nome di quell'antica amicizia, Hunt chiede a Duck di accompagnarlo in qualcosa di "grosso": l'uomo afferma di conoscere l'ubicazione del nascondiglio di Radoslav Bogdanović, criminale di guerra noto come "La volpe", sulla cui testa pende una taglia di 5 milioni di dollari.
Sono molte le storie che si raccontano su Bogdanović: che sia protetto da decine di guardie del corpo, che il suo braccio destro sia un sanguinario con un tatuaggio inquietante sulla fronte recante una scritta in cirillico che recita "Sono morto il giorno in cui sono nato", che vada sempre a caccia di volpi, da cui il suo soprannome, e soprattutto che vi siano stati alcuni accordi tra lui, la NATO e l'ONU per lasciarlo latitante in cambio della rinuncia al potere.
Dopo un'iniziale titubanza, Duck decide di rivivere la vecchia eccitazione che solo il pericolo regala, e parte con Hunt. Ai due si aggiunge anche Benjamin, giovane giornalista alle prime armi uscito da Harvard, che vede in questa ricerca il riscatto per non essere più giudicato un incapace dal padre, vicepresidente del Network in cui lavora Duck. Nei piani di Hunt però non c'è solo un'intervista con la Volpe, ma la cattura. Non tanto per la taglia, ma per la vendetta: è stata la guerra da lui provocata a far morire la donna di cui Hunt era innamorato e che stava per dargli un figlio, un'atrocità scoperta solo venti minuti prima di andare in onda con quel servizio che gli rovinò poi la carriera.
I tre si recano fino a Celebici, all'interno della Repubblica Srpska, ed in altre zone inarrivabili del territorio, ma senza risultato. Solo un funzionario dell'ONU, Boris, sembra aiutarli, scambiandoli per agenti CIA. Riesce a metterli in contatto con una donna, il cui fidanzato è una delle guardie del corpo della Volpe, ma i tre vengono dopo poco catturati. Si trovano faccia a faccia con Bogdanović, ed un attimo prima di essere torturati a morte poiché creduti dei federali, giunge la vera CIA a metterli in salvo.
I tre, destinati al rimpatrio, invece scappano, e mettono a punto un piano per stanare la Volpe. Riescono a prenderlo durante una battuta di caccia, quando cioè non è protetto dalle sue guardie, e lo liberano a Polje, lo stesso villaggio teatro della strage di alcuni anni prima, abitato da musulmani, lasciandolo quindi alla "clemenza" della folla.

## Distribuzione
Presentato fuori concorso alla 64ª Mostra del Cinema di Venezia, in Italia è uscito nelle sale il 2 maggio 2008.